# بلید (فرنچایز)
بلید یا تیغه (به انگلیسی: Blade) یک فرنچایز فیلم و تلویزیونی است که بر پایهٔ یک دمفیر و شکارچی خون‌آشام به همین نام از مارول کامیکس با بازی وسلی اسنایپس در نقش بلید در سه‌گانهٔ اصلی و استیکی فینگاز در مجموعه تلویزیونی ساخته شده‌است. سه‌گانه اصلی توسط استفن نورینگتون، گیرمو دل تورو و دیوید اس. گویر کارگردانی شد، که دومی نیز فیلم‌ها را نوشت و به عنوان یکی از نویسندگان دو قسمت اول و آخر مجموعه تلویزیونی خدمت کرد. فیلم‌ها و مجموعه‌های تلویزیونی اصلی توسط نیو لاین سینما از سال ۱۹۹۸ تا ۲۰۰۶ توزیع شد.
این شخصیت در سال ۱۹۷۳ برای مارول کامیکس توسط نویسنده مارو وولفمن و هنرمند جین کولان به عنوان یک شخصیت مکمل در کمیک مقبره دراکولا در دهه ۱۹۷۰ ساخته شد. در کمیک، مادر بلید در حالی که با بلید در حال زایمان بود توسط یک خون‌آشام گاز گرفته شد و او را از تبدیل‌شدن به خون‌آشام مصون کرد. این شخصیت پس از انتشار به صورت عطف به یک دمفیر تبدیل شد و برای مطابقت با همتای فیلم خود دوباره طراحی شد.
مارول استودیوز پس از بازپس‌گرفتن حقوق این شخصیت از نیو لاین سینما، توسعهٔ فیلم جدید را آغاز کرد و از بازراه‌اندازی بلید در دنیای سینمایی مارول خبر داد و ماهرشالا علی به عنوان شخصیت اصلی انتخاب شد. انتظار می‌رود که این فیلم در اواخر ۲۰۲۵ منتشر شود.

## فیلم‌ها
| فیلم          | تاریخ انتشار  | کارگردان         | فیلمنامه‌نویس      | تهیه‌کننده                  | تهیه‌کننده                  | تهیه‌کننده                  |
| ------------- | ------------- | ---------------- | ----------------- | -------------------------- | -------------------------- | -------------------------- |
| تیغه          | ۲۱ اوت ۱۹۹۸   | استیون نورینگتون | دیوید اس. گویر    | رابرت انگلما               | پیتر فرانکفورت             | وسلی اسنایپس               |
| تیغه ۲        | ۲۲ مارس ۲۰۰۲  | گیرمو دل تورو    | دیوید اس. گویر    | پاتریک پالمر               | پیتر فرانکفورت             | وسلی اسنایپس               |
| تیغه: سه‌گانگی | ۸ دسامبر ۲۰۰۴ | دیوید اس. گویر   | دیوید اس. گویر    | دیوید اس. گویر             | پیتر فرانکفورت             | وسلی اسنایپس               |
| بلید          | ۷ نوامبر ۲۰۲۵ | بسام طارق        | استیسی اوسی کافور | کوین فایگی، مارول استودیوز | کوین فایگی، مارول استودیوز | کوین فایگی، مارول استودیوز |

### تیغه (۱۹۹۸)
بلید بزرگ می‌شود و تبدیل به یک شکارچی خون‌آشام می‌شود و قسم می‌خورد از موجوداتی که مادرش را کشته‌اند انتقام بگیرد. او با مردی به نام ویسلر، یک شکارچی خون‌آشام بازنشسته و متخصص اسلحه همکاری می‌کند.
در همین حال، در منطقهٔ شهری زیرین‌جهان، بین خون‌آشام‌ها با «خون خالص» و کسانی که انسان بوده‌اند، اما «تبدیل شده‌اند» دشمنی آغاز می‌شود. بلید از این موضوع آگاه می‌شود و بیشتر تحقیق می‌کند و نقشه‌ای را برای پروردن «لا ماگرا» خدای خون کشف می‌کند، چیزی که باید به هر قیمتی متوقف شود.

### تیغه ۲ (۲۰۰۲)
یک جهش نادر در جامعهٔ خون‌آشام‌ها رخ داده‌است. «ریپر» ها نوعی از خون‌آشام‌ها هستند که خونخواهی سیری‌ناپذیری دارند و دیگر خون‌آشام‌ها و همچنین انسان‌ها را شکار می‌کنند و قربانیانی که بدشانس هستند را تبدیل به ریپر می‌کنند. جمعیت به سرعت در حال گسترش آن‌ها، اکنون وجود خون‌آشام‌های دیگر را تهدید می‌کند و به زودی انسان‌های کافی در جهان برای ارضای خونخواهی آن‌ها وجود نخواهد داشت. بلید، ویسلر و یک متخصص اسلحه‌سازی به نام اِسکاد با کنجکاوی توسط شورای سایه احضار می‌شوند. شورا با اکراه اعتراف می‌کند که آن‌ها در وضعیت بدی هستند و به کمک بلید نیاز دارند. سپس بلید به سختی با بلادپَک، یک تیم نخبه از خون‌آشام‌ها که در تمام حالت‌های مبارزه برای شکست‌دادن بلید آموزش دیده بودند، وارد اتحاد می‌شود. آن‌ها در عوض از مهارت‌های خود برای کمک به از بین‌بردن تهدید ریپر استفاده می‌کنند. تیم بلید و بلادپک تنها خط دفاعی هستند که می‌توانند از نابودی جمعیت خون‌آشام و انسان توسط جمعیت ریپر جلوگیری کنند.

### تیغه: سه‌گانگی (۲۰۰۴)
در قسمت آخر این مجموعه، خون‌آشام‌ها موفق می‌شوند بلید را برای کشتن یک انسان (که در واقع موجودی آشنا بود و به عنوان طعمه استفاده شد) قاب کنند. بلید که اکنون در معرض دید عموم قرار دارد و توسط اف‌بی‌آی تحت تعقیب است، مجبور می‌شود به نیروهای نایت‌ستاکرز، یک قبیلهٔ انسانی از شکارچیان خون‌آشام بپیوندد. بلید، هانیبال کینگ و ابیگیل ویسلر به دنبال دانیکا تالوس می‌روند که موفق شده‌است دریک را که با نام دراکولا نیز شناخته می‌شود، پیدا کرده و دوباره زنده کند، نخستین و قوی‌ترین خون‌آشام. برای جلوگیری از او، بلید باید ویروسی را منتشر کند که همه خون‌آشام‌ها را از بین می‌برد، اما به عنوان یک دمفیر، باید با احتمال مرگ نیز در نتیجه مواجه شود.

## پروژه‌های در حال تولید
در اکتبر ۲۰۰۸، استفن نورینگتون، کارگردان بلید تأیید کرد که در حال ساخت یک سه‌گانه پیش‌درآمد برای بلید است که استفن دورف در نقش دیکن فراست دوباره نقش خود را بازی می‌کند. با این حال، تا اوت ۲۰۱۲، حقوق فیلم بلید به مارول استودیوز بازگشت.
در اکتبر ۲۰۱۶، ستاره دنیای مردگان، کیت بکینسیل، اظهار داشت که یک فیلم متقاطع بین فرنچایزها به عنوان دنباله‌ای برای تیغه: سه‌گانگی با بازگشت اسنایپس مورد بحث قرار گرفته بود، اما به دلیل اینکه مارول استودیوز قصد داشت این شخصیت را به دنیای سینمایی مارول معرفی کند، رد شد.

### دنیای سینمایی مارول
مارول استودیوز در مهٔ ۲۰۱۳ فیلمنامه‌ای کاری برای فیلم جدیدی دربارهٔ بلید داشت. وسلی اسنایپس در ژوئیه ۲۰۱۵ گفت که امیدوار است در هر فیلم بعدی این نقش را بازی کند و در این مورد با مارول صحبت کرده‌است. ماهرشالا علی پیش از اینکه در فوریه ۲۰۱۹ با ایده خود به استودیو بیاید، در مورد بازی در یک برداشت جدید از این شخصیت در سال ۲۰۱۶ بحث کرده بود. پس از بازگشت حقوق این شخصیت به مارول از فرنچایز قبلی نیو لاین سینما، مارول توسعهٔ فیلم جدید را آغاز کرد. در کامیک-کان سن دیگو ۲۰۱۹ که در ماه ژوئیه برگزار شد، مارول استودیوز از بازراه‌اندازی بلید در دنیای سینمایی مارول خبر داد و ماهرشالا علی به عنوان شخصیت اصلی انتخاب شد. اوسی-کافور در فوریه ۲۰۲۱ به فیلم پیوست و طارق تا سپتامبر آن سال استخدام شد.
بلید یک فیلم ابرقهرمانی آمریکایی بر پایهٔ شخصیتی به همین نام از مارول کامیکس خواهد بود. این فیلم توسط مارول استودیوز تولید و توسط استودیو استودیو سینمایی والت دیزنی توزیع خواهد شد و قرار است بخشی از فاز پنجم دنیای سینمایی مارول و راه‌اندازی مجدد سری فیلم‌های این فرنچایز باشد. کارگردانی این فیلم بر عهده بسام طارق، نویسندگی استیسی اوسی-کافور و بازیگر نقش اصلی آن ماهرشالا علی خواهد بود. انتظار می‌رود تصویربرداری اصلی در اکتبر ۲۰۲۲ در استودیوهای تایلر پری در آتلانتا، جورجیا، و همچنین در نیواورلئان، کلیولند و مراکش آغاز شود.
انتظار می‌رود که این فیلم در ۷ نوامبر ۲۰۲۵ در ایالات متحده منتشر شود.

## تلویزیون
| مجموعه‌ها    | فصل | قسمت‌ها | قسمت‌ها | تاریخ اصلی پخش | تاریخ اصلی پخش  | Creator        | Network        |
| مجموعه‌ها    | فصل | قسمت‌ها | قسمت‌ها | اولین بار      | آخرین بار       | Creator        | Network        |
| ----------- | --- | ------ | ------ | -------------- | --------------- | -------------- | -------------- |
| بلید: سریال | ۱   | ۱۳     | ۱۳     | ۲۸ ژوئن ۲۰۰۶   | ۱۳ سپتامبر ۲۰۰۶ | دیوید اس. گویر | پارامونت نتورک |

### بلید: سریال (۲۰۰۶)
پارامونت نتورک در سال ۲۰۰۶ یک سریال سیزده قسمتی را پخش کرد که پس از وقایع تیغه: سه‌گانگی اتفاق می‌افتاد. استیکی فینگاز نسخه‌ای از بلید از فرنچایز نیو لاین را در آن به تصویر می‌کشد که جایگزین اسنایپس شد. گویر (که فیلمنامهٔ هر سه فیلم را نوشت و فیلم سوم را کارگردانی کرد) همچنین این مجموعه را ساخت. این سریال در ۲۸ سپتامبر ۲۰۰۶ لغو شد.

## بازخورد

### عملکرد گیشه
| فیلم          | تاریخ انتشار  | درآمد ناخالص باکس آفیس | درآمد ناخالص باکس آفیس | درآمد ناخالص باکس آفیس | رتبه‌بندی تمام زمان‌ها | بودجه           | منابع         |
| فیلم          | تاریخ انتشار  | آمریکای شمالی          | مناطق دیگر             | در سراسر جهان          | آمریکای شمالی        | بودجه           | منابع         |
| ------------- | ------------- | ---------------------- | ---------------------- | ---------------------- | -------------------- | --------------- | ------------- |
| تیغه          | ۲۱ اوت ۱۹۹۸   | ۷۰٬۰۸۷٬۷۱۸ دلار        | ۶۱٬۰۹۵٬۸۱۲ دلار        | ۱۳۱٬۱۸۳٬۵۳۰ دلار       | ۷۲۴                  | ۴۵ میلیون دلار  | [ ۲۱ ] [ ۲۲ ] |
| تیغه ۲        | ۲۲ مارس ۲۰۰۲  | ۸۲٬۳۴۸٬۳۱۹ دلار        | ۷۲٬۶۶۱٬۷۱۳ دلار        | ۱۵۵٬۰۱۰٬۰۳۲ دلار       | ۵۵۸                  | ۵۴ میلیون دلار  | [ ۲۳ ]        |
| تیغه: سه‌گانگی | ۸ دسامبر ۲۰۰۴ | ۵۲٬۴۱۱٬۹۰۶ دلار        | ۷۶٬۴۹۳٬۴۶۰ دلار        | ۱۲۸٬۹۰۵٬۳۶۶ دلار       | ۱۰۳                  | ۶۵ میلیون دلار  | [ ۲۴ ]        |
| جمع           | جمع           | ۲۰۴٬۸۴۷٬۹۴۳ دلار       | ۲۱۰٬۲۵۰٬۹۸۵ دلار       | ۴۱۵٬۰۹۸٬۹۲۸ دلار       |                      | ۱۶۴ میلیون دلار |               |

### واکنش انتقادی و عمومی
| فیلم          | منتقدان       | منتقدان     | عمومی     |
| فیلم          | راتن تومیتوز  | متاکریتیک   | سینماسکور |
| ------------- | ------------- | ----------- | --------- |
| تیغه          | ۵۷٪ (۱۰۷ نقد) | ۴۷ (۲۵ نقد) | A–        |
| تیغه ۲        | ۵۸٪ (۱۵۱ نقد) | ۵۲ (۲۸ نقد) | B+        |
| تیغه: سه‌گانگی | ۲۵٪ (۱۶۷ نقد) | ۳۸ (۳۰ نقد) | B+        |
| بلید: سریال   | ۵۰٪ (۱۸ نقد)  | ۴۹ (۱۵ نقد) | —         |